# 앨버타 철도박물관

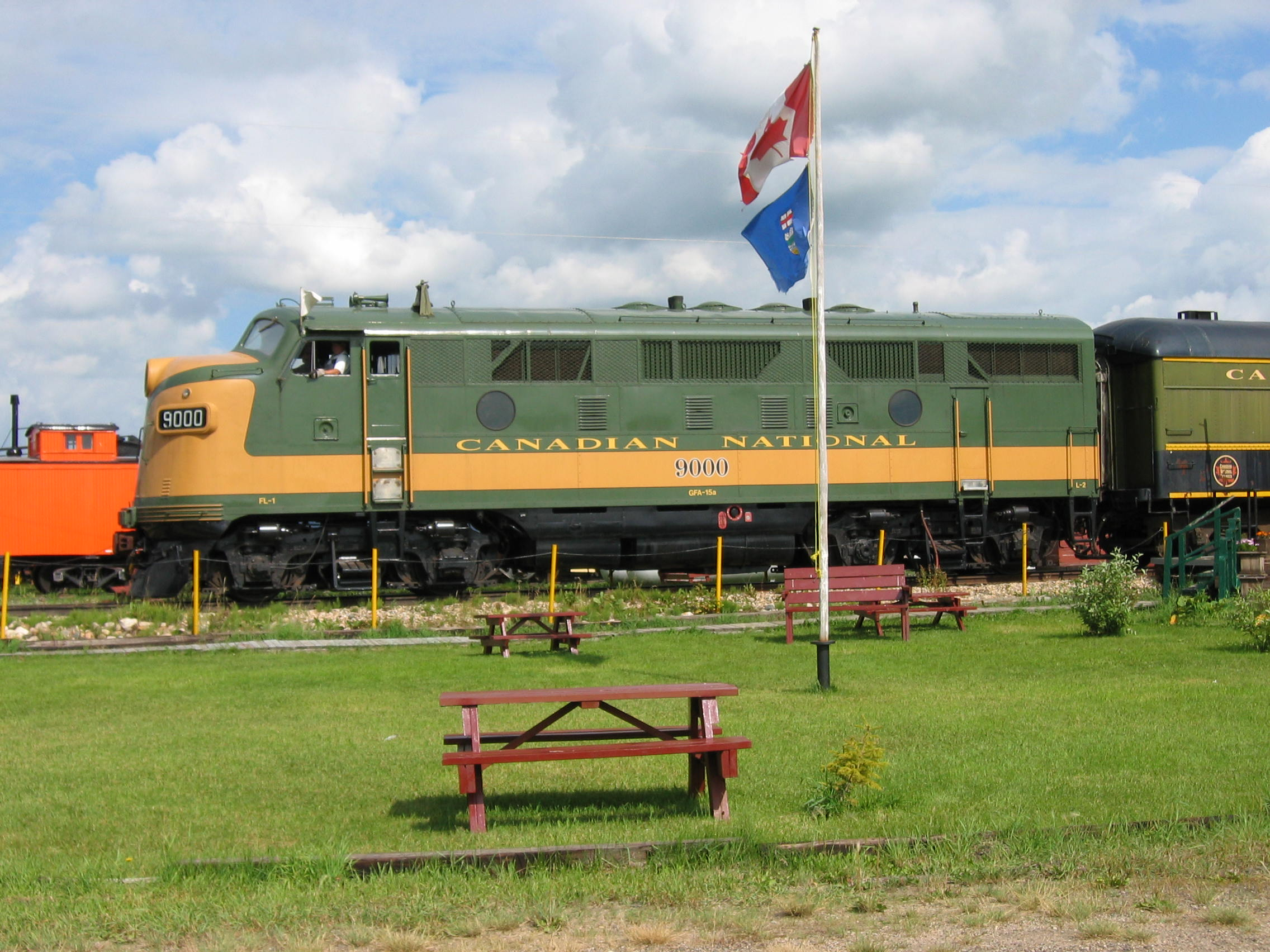
앨버타 철도박물관

앨버타 철도박물관(영어: Alberta Railway Museum, ARM)은 캐나다 앨버타주 에드먼턴에 위치한 철도박물관이다.